# 弯药百合属
弯药百合属（学名：Stypandra），也叫垂璃百合属，是阿福花科萱草亚科下的一个小属，是种根茎多年生植物。它们原产于澳大利亚和新喀里多尼亚。

## 下属物种
本属目前只有2个工人的种：
- 弯药百合 Stypandra glauca R.Br. - 澳大利亚和新喀里多尼亚[2]
- Stypandra jamesii Hopper  - 西澳大利亚州[3]

另有3个种被分离至新的盘丝百合属